# Anna Petrovna Bunina
Anna Petróvna Búnina (Vila de Urussovo, gubernia de Riazan, 7 [18] de janeiro de 1774 — Vila de Denissovka, gubernia de Riazan, 4 [16] de dezembro de 1829) foi uma poetisa e tradutora russa. Seus contemporâneos a chamavam de Safo Russa, Décima Musa, Corina do Norte.

## Biografia
Ela pertencia à mesma linhagem aristocrática a que pertenciam Vassíli Andreievitch Jukovski, Ivan Alekseievitch Bunin e Iuli Alekseievitch Bunin. Em um dos rascunhos de Anna Akhmatova foi encontrado o seguinte: "...Na família nenhum parente próximo escrevia versos, só a primeira poetisa russa, Anna Bunina, era tia do meu avô Erasmo Ivanovitch Stogov..." E adiante, alguns detalhes conhecidos das crônicas familiares: "Os Stogov eram senhores de terra humildes da província de Mojaiski, na gubernia de Moscou, que tinham sido transferidos para lá em razão da rebelião no tempo de Marfa, a Prefeita. Em Novgorod eles eram mais ricos e com maior status". Anna perdeu a mãe cedo, e uma tia a pegou para criar. Sendo educada na casa dela, na aldeia de Urussovo, Anna recebeu a primeira educação básica: ela sabia apenas ler e escrever e as quatro operações aritméticas. Naquele tempo, isso já era considerado mais que o suficiente. Em compensação, dava-se muita atenção ao bordado: a moça bordava bem, tecia renda. Não dava nem para pensar em aprender idiomas estrangeiros, música, canto. Para essas coisas existiam as capitais. Quando o velho Bunin morreu, deixando recursos para a filha recursos que lhe geravam uma renda de 600 rublos, Anna foi para São Petersburgo, em 1802, para se encontrar com seu irmão, um oficial da marinha. Dando uma olhada na cidade, ela, para desagrado dos parentes provincianos, decidiu se instalar na capital. Arranjou um apartamento na Ilha de Vassiliev, e ocupou-se freneticamente com a própria educação, apesar de já não ser jovem: tinha 28 anos. Ela começou a estudar francês, alemão e inglês, física, matemática, e em especial literatura russa.
Já sendo famosa na sociedade, Anna adoeceu de maneira completamente inesperada; descobriu-se que tinha um câncer, que transformou o restante de sua vida em sofrimento. Os melhores médicos a trataram, o imperador pessoalmente mandava saber como Bunina se sentia. Foi decidido que a levariam à Inglaterra, famosa, naquele tempo, pela competência dos médicos. Ela ficou lá por dois anos.
Seja dito de passagem que Walter Scott relatou ter recebido, em 1817, uma carta de Anna Bunina, que vivia na Inglaterra naquele tempo. Provavelmente, essa não foi apenas a primeira carta recebida por ele de uma mulher russa, como também a primeira carta endereçada a ele por uma pessoa do círculo literário russo, e, ademais, com relação a um assunto diretamente literário. O assunto era um dos primeiros poemas românticos de Walter Scott, "Marmion", e a admiração que essa obra despertou na sua leitora russa.
Voltando para a Rússia, Anna já compunha pouco. Em 1821, lançou uma coletânea completa em três livros. Foi-lhe concedida uma pensão vitalícia. Os últimos cinco anos de sua vida, Bunina passou em Moscou e na vila de Riajsk. A doença deixou-lhe em tal condição que ela não conseguia sequer ficar deitada, a única posição confortável era de joelhos. Seu poema "K blijnim" (Aos entes queridos) refere-se a esses últimos meses.
Em suas últimas semanas, ela lia a Bíblia fervorosamente.
Morreu no final de 1829 e foi enterrada na aldeia de Urussovo, na gubernia de Riazan. Um monumento foi erguido sobre o seu túmulo pelo seu afilhado, neto de sua irmã Maria, o viajante Piotr Petrovitch Semiónov-Tian-Shanski e pela sobrinha Nadejda Ivanovna Bunina.

## Atividade literária
Começou a escrever poesia aos treze anos. Sua primeira obra publicada foi o fragmento em prosa "Liubov" (Amor), na revista "Ippokrena", 1799, n. 4.
A vida em São Petersburgo era cara, e Anna gastou todo o seu capital em um ano e meio. As dívidas começaram a aparecer. Seu irmão se apressou a apresentá-la aos literatos de São Petersburgo, a quem Anna mostrou suas primeiras obras. Dentro em pouco, em 1806, apareceram impressos os primeiros poemas de Anna Bunina. Sai também a primeira antologia da poetisa, "Neopytnaia muza" (Musa inexperiente, 1809), com grande sucesso. Essa edição foi apresentada à imperatriz Isabel Alekseievna, que concedeu à autora uma pensão anual de 400 rublos.
A partir desse momento, começa a glória de Bunina. Mesmo antes dela houve escritoras: M. Sushkova, autora de "Iroid, muzam posviaschennykh" (Heroides dedicados às musas), A. Veliasheva-Volyntseva, que publicou a tradução do francês de "O grafe Oksfordom i Milodi Guerbi" (Sobre o Conde de Oxford e Milady d'Herby), a princesa Evdokia Urussova, a princesa E. Menshikova. Mas Anna Bunina, segundo a opinião unânime da crítica, as excedeu em talento.
Ela lança um novo livro de poemas, traduz do francês. Seus "Safitcheskie stikhotvorenia" (Poemas Safísticos) e a "Podrajanie lesbiskoi stikhotvortse" (Imitação da poetisa de Lesbos) eram transcritos nos álbuns.
A antologia "Neopytnaia muza" granjeou a aprovação dos mestres da literatura, incluindo Derjavin, Dmitriev, Krylov (que, em 1811, leu em voz alta na conferência "Diálogos dos amantes da palavra russa", da qual a poetisa se tornou membra honorária no mesmo ano, o poema heroico-cômico de Anna Bunina, "Padenie Faetona" (A queda de Faetonte), baseado em um dos enredos da "Metamorfose" de Ovídio) e especialmente de Aleksandr Semiónovitch Shishkov, "pelo dom extraordinário... de retratar a condição da sua alma". Em 1811, Bunina publica o trabalho de prosa "Noites Rurais", em 1814, reagindo aos terríveis acontecimentos, oferece ao imperador o hino "Pesn Aleksandru Velikomu, pobediteliu Napoleona i vosstanoviteliu tsarstv" (Canção ao grandioso Alexandre, vitorioso sobre Napoleão e restaurador de reinos).
Nos anos de 1815 — 1817, ficou em tratamento na Inglaterra; segundo o testemunho dos contemporâneos, suas cartas de lá (que não se conservaram) faziam lembrar as "Cartas de um viajante russo" de Nikolai Karamzin, pela profundidade e agudeza das observações, e pelo tom geral sentimentalista. Em 1823 foi publicado na revista "Damski Jurnal" (Revista das Damas) o poema "Blijnim".
A Academia de Ciências da Rússia, por conta própria (considerando a situação financeira complicada de Bunina) editou sua Coletânea de poemas (tomos 1-3, 1819—1821).
Denominada por muitos de "Safo Russa" (em parte em razão de sua paixão pela poesia antiga, cujo estilo Bunina com frequência imitava), a poetisa deixou tanto poemas de meditações filosóficas e hinos em louvor aos "feitos dos maridos" mortos na Batalha de Borodino, quanto poesia lírica pessoal, íntima e carregada de sentimento. Esse poesia lírica, que com frequência se distanciava do peso, arcaísmo e retoricidade próprios da linguagem poética de Bunina (resultantes da proximidade com as “Conversas” e pretexto para referências irônicas a Bunina em algumas sátiras de Pushkin), seduzia pela sinceridade dos sentimentos, pela autenticidade biográfica, e pelo desenvolto tom de galhofa.
Ela fez uma tradução abreviada das "Regras da poesia" de Charles Batteux (1808) e uma tradução em versos da primeira parte de "Arte Poética" de Nicolas Boileau (1808-1809; concluída em 1821). Publicou uma tradução do drama "Agar no deserto" de Stéphanie Félicité Condessa de Genlis ("Syn otetchestva", Filho da Pátria, 1817, Nº 37).

## Reconhecimento e memória
Ievguêni Ievtuchenko tem um poema dedicado a Anna Bunina.
Na opinião do poeta russo contemporâneo Maksim Amelin (2013), ela foi "a primeira poetisa russa de obra grandemente variada, indo desde odes filosóficas a poesia lírica apaixonada... a mãe de todo a poesia lírica feminina na poesia russa. Ela deixou um legado bastante grande de poemas, influenciou seriamente Baratynski, em parte Lermontov, Krylov e Derjavin a tinham em alta conta, e os textos dela não marcam presença na nossa literatura... Ainda que, em outro qualquer país, monumentos seriam erguidos para uma escritora de tal nível" .

## Obras
- Неопытная муза. СПб. Ч.1. 1809, Ч.2. 1812.
- О счастии. СПб. 1810.
- Сельские вечера. СПб. 1811.
- Спасение Фив. СПб. 1811.
- Собрание стихотворений в 3 ч. СПб. 1819—1821.
- Неопытная муза: Собрание стихотворений / Сост. М. Амелина; вступ. статьи М. Амелина, М. Нестеренко. — М.: Б. С. Г.-Пресс, 2016. — 560 с.